# Áreas protegidas da República Dominicana

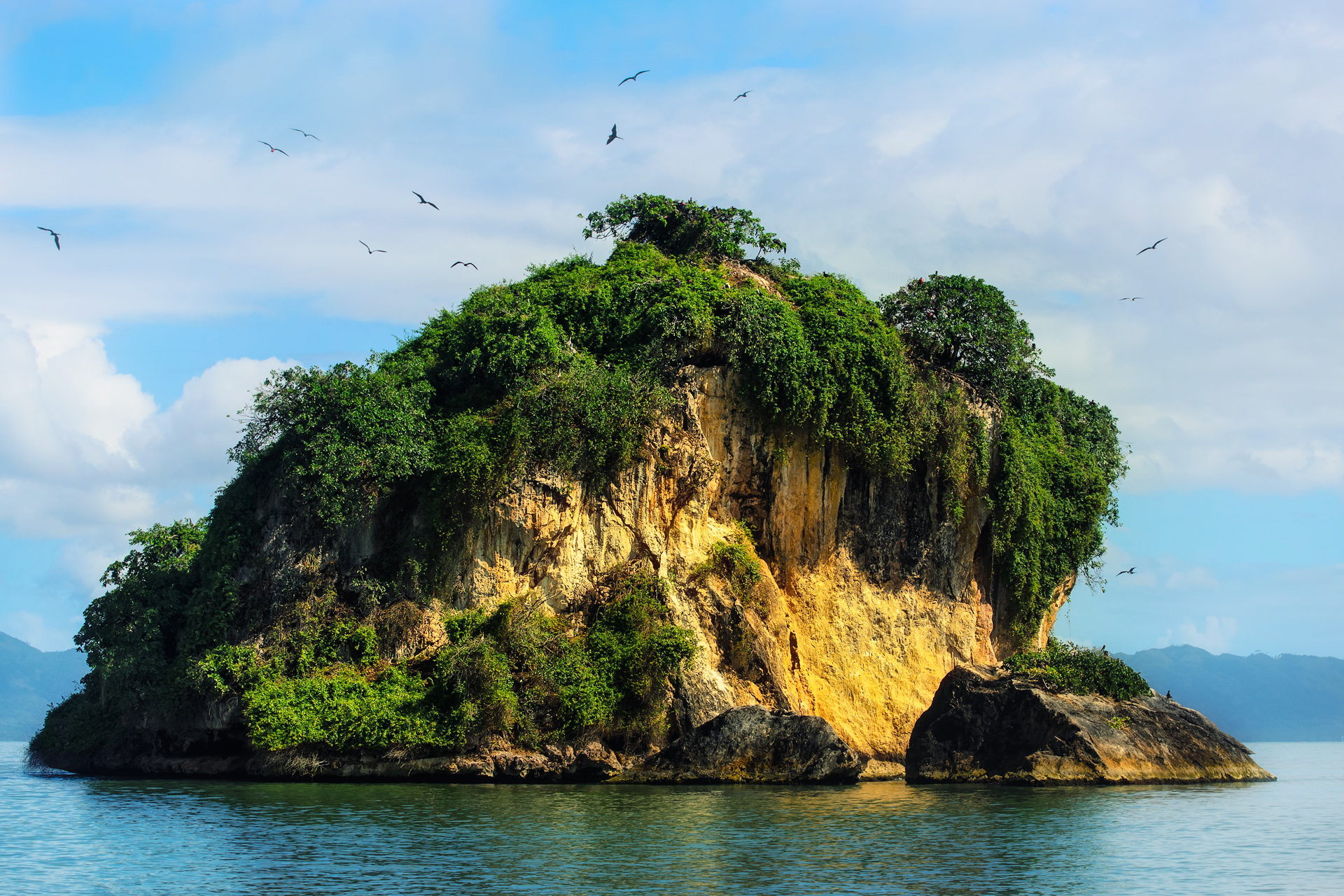
Ilha dos Pássaros, no Parque Nacional Los Haitises

As áreas protegidas da República Dominicana são áreas delimitadas pelo Estado dominicano, sujeitas a um quadro legal e institucional definido, para garantir a conservação das particularidades e riquezas de seu meio ambiente natural e cultural. Trata-se de medidas de proteção dos espaços naturais que se enquadram no conceito amplamente aceito de áreas protegidas. 
Em 2009, as áreas protegidas dominicanas compreendem 28% de sua superfície terrestre.

## Categorias
As categorias de áreas protegidas compreendias na legislação do pais são:
1. Parques Nacionais
2. Reservas Científicas
3. Santuários de Vida Selvagem
4. Monumentos Naturais
5. Paisagens Protegidas
6. Reservas Antropológicas
7. Reservas de Múltipo-Uso
8. Reservas Naturais Estritas
9. Vistas Cênicas

Além disso, o país também possui áreas protegidas criadas no quadro de arranjos internacionais:
1. Reservas da Biosfera
2. Sítios Ramsar

## Quadro legal
O conjunto de leis que tratam das áreas protegidas do país inclui:
- Lei no. 64-00
- Lei no. 202-04